# My Little Pony - Equestria Girls - Legend of Everfree
My Little Pony - Equestria Girls - Legend of Everfree è un lungometraggio animato musicale di genere fantasy prodotto da Hasbro Studios e DHX Media/Vancouver.
Il film è uno spin-off della serie animata televisiva My Little Pony - L'amicizia è magica, nonché il sequel di My Little Pony - Equestria Girls - Friendship Games (2015) e complessivamente il quarto capitolo della serie di film Equestria Girls.
Il film è stato sceneggiato da Joanna Lewis e Kristine Songco e diretto da Ishi Rudell.
A differenza dei primi due film della serie, che hanno avuto una distribuzione cinematografica limitata negli Stati Uniti e nel Canada (e, nel caso di Equestria Girls - Rainbow Rocks, anche in Italia), e diversamente dal terzo film, che è andato in onda in prima TV su Discovery Family, la pubblicazione di Equestria Girls - Legend of Everfree è avvenuta direttamente su Netflix, il 1º ottobre 2016. Tuttavia, il film è stato trasmesso per la prima volta in Brasile il 24 settembre 2016. In Italia, invece, è andato in onda su Cartoonito il 18 dicembre dello stesso anno.
Come gli altri tre capitoli della serie, il film ripropone le protagoniste della serie My Little Pony - L'amicizia è magica, normalmente pony, in versione umanizzata e alunne della Canterlot High School. In questo film, in particolare, gli studenti della Canterlot High investigano sui bizzarri avvenimenti magici in cui si ritrovano coinvolti durante una gita scolastica al campeggio Everfree.
Legend of Everfree è l'ultimo dei lungometraggi della serie prodotti finora. Tuttavia, il ciclo di Equestria Girls è proseguito sotto forma di una serie di episodi speciali ed episodi web comprendenti sia cortometraggi sia mediometraggi. Il sequel diretto di Legend of Everfree, in questo senso, è rappresentato dalla trilogia Equestria Girls - Magical Movie Night, pubblicata a partire dal 24 giugno 2017 sul canale televisivo Discovery Family.

## Trama
Dopo un breve prologo, dove si vede la Twilight umana ancora schiava del ricordo di Midnight Sparkle, la sua parte corrotta apparsa nel precedente film, si scopre che gli studenti della Canterlot High School stanno andando in gita per una settimana, al campeggio Everfree. Appena arrivati incontrano la vivace e frenetica proprietaria Gloriosa Daisy, il suo intelligente e simpatico fratello minore Timber Spruce, di cui Twilight si prenderà una cotta (con il disappunto di Flash Sentry) e la versione umana di Filthy Rich, interessato a comprare il campeggio. Non appena sistemano le valigie, Sunset e Twilight scoprono che la magia della seconda si sta manifestando, facendo fluttuare le cose attorno a loro; Sunset ne è entusiasta, mentre Twilight ne è terrorizzata e fa promettere all'amica di non dire nulla a nessuno.
Intanto gli studenti decidono di ricostruire insieme, in ricordo della loro presenza, il molo per le barche del campeggio, che nel corso del film verrà distrutto e riparato, diverse volte. La sera mentre sono attorno al fuoco, per raccontarsi le classiche storie di fantasmi, Timber racconta loro la storia di Gaia Everfree, lo spirito che si aleggerebbe attorno al parco incontrato dai suoi bisnonni. Il giorno dopo si scopre che non è solo Twilight ad avere avuto capacità magiche, ma anche le altre sue amiche: Applejack riceve la super forza; Rarity, la capacità di creare barriere di diamante; Pinkie Pie può far scoppiare gli zuccherini; Fluttershy comunica con gli animali; Rainbow Dash ha la super velocità; infine Sunset ha la capacità di vedere i ricordi e i pensieri delle persone toccandole.
Nonostante le iniziali preoccupazioni, Sunset convince le sue amiche di accettare la loro magia, mentre Twilight è convinta che sia la magia di Midnight a "infettare" le sue amiche, oltre che a portare ad eventi strani in tutto il campeggio, e che gli studenti credono si tratti di Gaia Evefree. Su questo però Sunset non è d'accordo, e crede che il colpevole sia Timber Spruce, visto che, come affermato da lui stesso, da bambino voleva andare via per studiare, e i gravi problemi economici dietro al campeggio e gli scontri continui con Gloriosa. Investigando Sunset e Twilight scoprono una vecchia grotta, dove in essa c'è la magia di Equestria, e che dietro gli eventi misteriosi si nasconde Gloriosa stessa. Toccandola Sunset guarda nei ricordi della giovane donna, scoprendo che Gloriosa ha scoperto nella grotta 7 gemme magiche (chiamate "geodi" in originale), e che con 5 sue le hanno dato la capacità di controllare le piante, e che sta usando questa magia per salvare il campeggio, aiutata da un riluttante Timber. Gloriosa si impossessa delle altre 2 pietre incastrate nella roccia e si trasforma in Gaia Evefree bloccando le due ragazze nella grotta e imprigionando gli studenti con le sue piante.
Il gruppo di amiche cerca di salvare i loro amici con i loro nuovi poteri, ma Gloriosa/Gaia è troppo forte, raggiunte poi da Sunset e Twilight, liberate dal cagnolino Spike, ma bloccate in una gabbia di rovi. L'ultima speranza è la magia di Twilight, ma questa spaventata e restia a causa della magia di Midnight Sparkle, è a un soffio dal farsi corrompere di nuovo, ma viene aiutata dalle sue amiche, liberandole e prendendo le 7 gemme magiche dal collo della nemica, che trasformano le ragazze e riportano tutto alla normalità, anche Gloriosa. Dopo di che, le sette amiche organizzano un ballo nella grotta, salvando il campeggio dai suoi problemi economici. Twilight e Timber si salutano e il gruppo decide di tenere le pietre magiche, che sembrano la fonte dei poteri che hanno manifestato durante il campeggio. Alla domanda di Sunset, sul luogo di origine della magia di cui è impregnata la grotta c'è una scena dove viene inquadrata la Canterlot High, viene poi mostrato il piedistallo della statua, distrutta da Midnight nel film precedente, e portale per Equestria, dove una volta c'era la statua ora c'è una crepa e la magia sbuca fuori da essa.
In una scena dopo i titoli di coda, vengono mostrate le protagoniste ammirare soddisfatte il molo per il campeggio, finalmente riparato. Subito dopo Pinkie Pie lancia in aria coriandoli e dolci per festeggiare, purtroppo alcuni dolci finiscono sul molo, che subito dopo esplodono distruggendolo. Il film termina con Rarity che sviene, e le protagoniste guardano inorridite il molo distrutto per l'ennesima volta.

## Cast originale
- Tara Strong: Twilight Sparkle, Midnight Sparkle[3]
- Rebecca Shoichet: Sunset Shimmer, Twilight Sparkle (canto)[3]
- Ashleigh Ball: Applejack, Rainbow Dash[3]
- Andrea Libman: Fluttershy, Pinkie Pie[3]
- Tabitha St. Germain: Rarity, vicepreside Luna[3]
- Cathy Weseluck: Spike il cane[3]
- Enid-Raye Adams: Gloriosa Daisy[4]
- Brian Doe: Timber Spruce[5][6]
- Nicole Oliver: preside Celestia
- Vincent Tong: Flash Sentry
- Kelly Metzger: Gloriosa Daisy (canto)
- Michael Dobson: Bulk Biceps
- Kathleen Barr: Trixie
- Brian Drummond: Filthy Rich

## Cast italiano
- Emanuela Pacotto: Twilight Sparkle, Midnight Sparkle
- Marcella Silvestri: Sunset Shimmer
- Benedetta Ponticelli: Applejack, Fluttershy
- Maria Silvia Roli: Applejack (canto)
- Sara Zanobbio: Fluttershy (canto)
- Federica Valenti: Rainbow Dash
- Rossella Contu: Rainbow Dash (canto)
- Donatella Fanfani: Pinkie Pie
- Silvia Pinto: Pinkie Pie (canto), Sunset Shimmer (canto)
- Camilla Gallo: Rarity
- Greta Bortolotti: Rarity (canto)
- Elda Olivieri: preside Celestia
- Deborah Morese: vicepreside Luna
- Tania De Domenico: Spike
- Chiara Francese: Gloriosa Daisy
- Paola Della Pasqua: Gloriosa Daisy (canto)
- Jacopo Calatroni: Timber Spruce
- Marco Balzarotti: Filthy Rich
- Marisa Della Pasqua: Trixie
- Davide Fumagalli: Flash Sentry
- Riccardo Peroni: Snips
- Luca Bottale: Snails
- Valentina Pallavicino: Derpy

## Sviluppo e produzione
Legend of Everfree è stato menzionato per la prima volta durante la presentazione Hasbro 2016 Entertainment Plan nell'agosto 2015, assieme a un'immagine del nuovo personaggio di Gloriosa Daisy.
Il quarto capitolo di Equestria Girls è stato inoltre accennato dal regista di Rainbow Rocks e Friendship Games Ishi Rudell. Rispondendo su Twitter alla domanda se "ci saranno altri contenuti su #EquestriaGirls di qualsiasi tipo", Rudell ha risposto: "Sì, è molto probabile".
Durante una presentazione al MIPJunior 2015, il presidente di Hasbro Studios Stephen Davis ha confermato che un quarto film di Equestria Girls era in fase di produzione.
Il 7 luglio 2016 è stato pubblicato su YouTube un teaser che mostrava una serie di sfondi per il film.
La produzione del film ha avuto inizio "prima che [Friendship Games] fosse concluso del tutto", è durata per "un po' più di un anno e mezzo" e il suo completamento è stato confermato da Rudell a metà agosto 2016.

## Pubblicazione

### Marketing
Il 7 luglio 2016 è stato pubblicato su YouTube un teaser trailer che mostrava alcuni degli sfondi usati per il film.
Il primo trailer ufficiale del film è stato mostrato da Entertainment Weekly il 22 luglio 2016. Un secondo trailer più breve è poi stato pubblicato su YouTube il 1º agosto 2016.

### Televisione
Prima della pubblicazione statunitense, il film è andato in onda il 24 settembre 2016 sul canale sudamericano Discovery Kids Latin America. Negli Stati Uniti, il film è stato pubblicato in prima TV su Discovery Family il 5 novembre 2016.
In Italia il film è stato trasmesso su Cartoonito a partire dal 18 dicembre 2016.

### Home video e streaming
Il 1º ottobre 2016 il film è stato reso disponibile in streaming su Netflix negli Stati Uniti.
Legend of Everfree è stato distribuito in DVD e Blu-ray il 1º novembre 2016 negli Stati Uniti e in Canada. I contenuti speciali annunciati comprendono un commentario audio, una sequenza di blooper e brani di karaoke.

## Promozione

### Libro
Durante la New York Toy Fair del 2016 è stato presentato un adattamento libresco del film, scritto Perdita Finn e pubblicato il 6 settembre 2016.

### Giocattoli
Il 12 febbraio 2016, alla Hasbro Toy Fair 2016, è stato rivelato merchandise basato su Legend of Everfree. Le bambole mostrate erano disponibili in tre stili: "geometrico", "Galà di cristallo" e "Boho". La loro distribuzione è prevista per l'autunno 2016.
Durante la presentazione è stato anche presentato un nuovo personaggio chiamato Gloriosa Daisy.

## Critica
Legend of Everfree ha ricevuto recensioni contrastanti da parte dei critici. Dakster Sullivan di GeekMom ha ritenuto la trama del film deludente in confronto alle aspettative in lei sortite dal trailer, definendola «non tanto una trama generale con un gran finale quanto un ammasso di sottotrame che vengono riallacciate alla fine». Ha tuttavia aggiunto che le sottotrame «non sono mal sceneggiate, e in effetti sono piuttosto divertenti da seguire».
Ed Liu di ToonZone ha discusso la culminazione dei filoni narrativi di Legend of Everfree e di quanto lasciato in sospeso dai film precedenti, che ha giudicato più adatti a una serie televisiva che a un film autoconclusivo, alludendo a «una certa insoddisfazione al momento dell'apparire dei titoli di coda».
Francis Rizzo III di DVD Talk ha attribuito alla versione home video del film 3,5 stelle su 5, criticando la penuria di esecuzioni musicali e di contenuti extra rispetto ai precedenti film di Equestria Girls, ma lodandone lo humor, le sequenze di azione e la qualità dell'animazione. Riguardo ai nuovi personaggi del film, ha definito Gloriosa Daisy «un'aggiunta gradita, con un'energia sufficientemente distinta da differenziarla dai personaggi visti nei film precedenti», mentre ha reputato Timber Spruce «meno emozionante», mettendo in evidenza la riduzione di personaggi maschili all'interno del franchise.

## Sequel
Un comunicato stampa Hasbro dell'ottobre 2016 ha confermato che Equestria Girls sarebbe proseguito nel 2017 con la pubblicazione di tre episodi speciali di Equestria Girls di 22 minuti ciascuno. Ambientati dopo gli eventi di Legend of Everfree, gli episodi sono stati pubblicati su Netflix nell'estate 2017.